# 1838년 미국 하원의원 선거
1838년 미국 하원의원 선거는 1838년 미국에서 치러진 하원의원 선거이다.

## 배경
1837년 영국의 금융 위기로 미국에 투자돼 있던 자본이 빠져나가며 경제 공황이 일어나며 마틴 밴 뷰런 대통령의 지지도는 곤두박질쳤고, 휘그당의 경제민족주의가 먹혀들었다. 하지만 민주당은 위기가 국가의 잘못이 아니고 개인금융업의 실패로 설명하면서 과반을 유지하는데 성공한다

## 선거 결과
| 정당       | 의석수 |
| ---------- | ------ |
| 민주당     | 125석  |
| 휘그당     | 109석  |
| 반메이슨당 | 6석    |
| 보수당     | 2석    |
| 합계       | 242석  |